# Darktable
darktable é um programa free/open-source de fluxo de trabalho (workflow) e tratamento de fotografia. Diferente de editores de bitmap tais como Adobe Photoshop ou GIMP, ele compreende um conjunto de operações de edição de imagem especificamente concentrado na pós-produção não destrutiva de fotos cruas e é primariamente focado em melhorar o fluxo de trabalho dos fotógrafos por facilitar o tratamento de um número grande de imagens. Está disponível livremente em versões adaptadas para a maioria das distribuições Linux, OS X, Solaris e Windows, está lançado sob os termos da GNU General Public License 3 ou posterior.

## Características
darktable envolve o conceito de edição não-destrutiva, similar a qualquer outro software de manipulação de imagens raster. Diferente deles, porém, que aplicam imediatamente aos dados raster a modificação, o programa mantém os dados originais da imagem até a renderização final na fase de exportação (o ajuste de parâmetros feitos pelo usuário são, logicamente, visíveis em tempo real). O programa implementa  perfil de cores ICC embutido, uso de aceleração de GPU (baseado no OpenCL) e suporta os formatos comuns de imagens.

### Máscaras
A mais nova implementação na versão 1.4 foi o suporte ao desenho de máscaras, permitindo a aplicação de efeitos em áreas manualmente especificadas de uma imagem. Ele tem cinco tipos de máscaras disponíveis: 'brush', círculo, elipse, 'bezier path' e gradiente. Um número arbitrário de máscaras pode ser criado e podem ser coletadas em um "gerenciador de máscaras" do lado esquerdo da interface do darkroom UI.

### Cor
darktable possui suporte a ICC profile embutido para sRGB, Adobe RGB, XYZ e RGB color spaces linear.

### Importação/exportação
Imagens JPEG, raw, CR2, HDR e PFM podem ser importadas do disco ou da câmera, e exporta para o disco, Picasa Web Albums, Flickr, email, e para um simples web gallery HTML em formato JPEG, PNG, TIFF, PPM, PFM e EXR.

### Scripting
Darktable pode ser controlado por scripts escritos em Lua versão 5.2. Lua pode ser usada para definir ações as quais Darktable poderia executar sempre que um evento específico ocorrer. Um exemplo de uso é o de executar um aplicativo externo durante a exportação com o objetivo de aplicar passos adicionais de processamento fora do Darktable.

### Histograma  Multi-modo
Multiplos tipos de histograma estão disponíveis, todos com canais de azul, vermelho e verde individualmente selecionáveis: linear, logaritmico e 'onda' ("waveform") (novo na versão 1.4).

## Interface do usuário

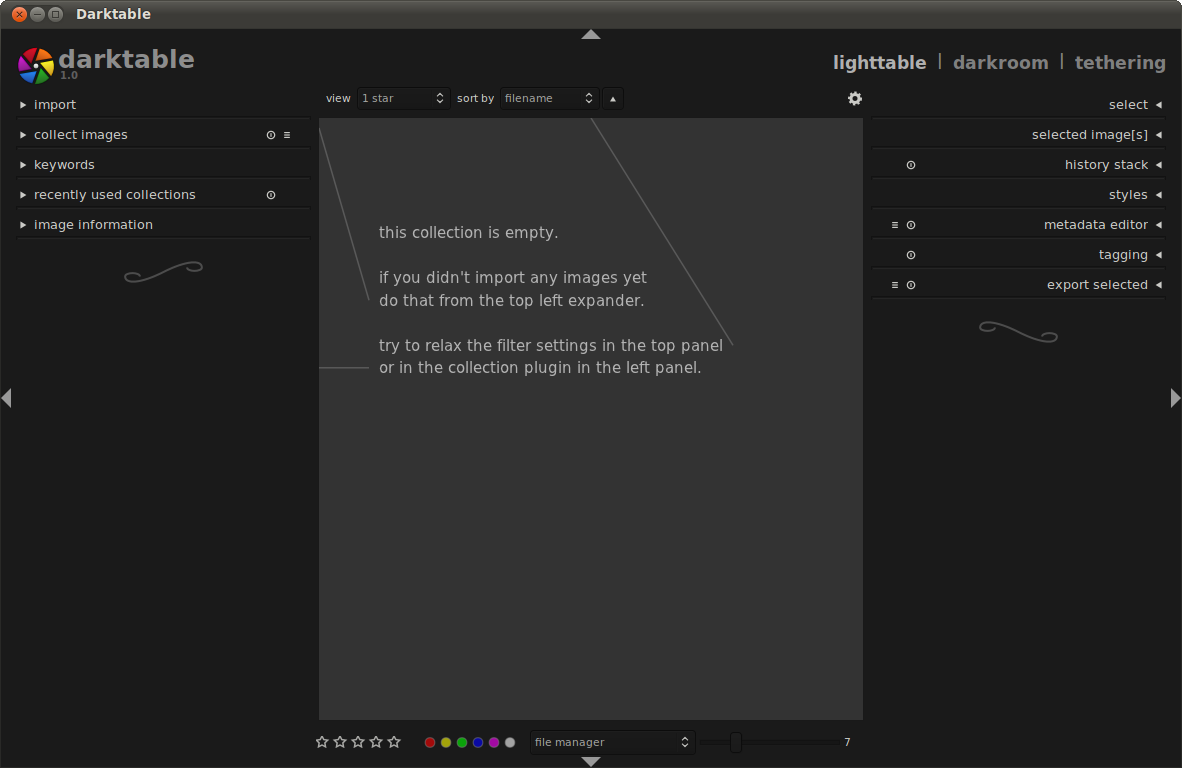
darktable 1.0 tal como se vê após a instalação

darktable tem dois principais modos, "lighttable" e "darkroom". Cada um representa um passo no processo de tratamento de imagens. Dois modos adicionais são tethering e um "map view". Ao ser executado, “lighttable” abre por default, onde a coleção de imagens são listadas. Todos os painéis em todos os modos podem ser minimizados para economizar espaço na tela.
lighttable
O painel esquerdo é para importar imagens, mostrando a informação Exif e a filtragem. Botões de classificação e "categorização" estão no topo, enquanto o lado direitodo painel dispoem de vários módulos como o editor de metadata e de tag. Um módulo usado para exportar imagens está localizado na parte inferior direita.
darkroom
A segunda, modo "darkroom", mostra a imagem no centro, com quatro painéis em torno dela; a maioria das ferramentas aparece do lado direito. O painél esquerdo mostra um preview da imagem atual, um histórico "desfazer", um seletor de cores, e a informação Exif. Uma fila com outras imagens é mostrada na parte inferior, podendo ser selecionada e filtrada usando as listas da parte superior. O último também dá acesso às configurações de preferências. A configuração do Darktable permite customizar as teclas de atalho e padrões de comportamento do programa.
tethering
O terceiro modo permite tethering através do gPhoto para algumas câmeras que suportam isso.
map
O quarto modo pode mostrar mapas de diferentes fontes on-line e imagens georreferenciadas por "arrastar e soltar". Ele também usa mapas para mostrar imagens georreferenciadas pela câmera.

## Plugins

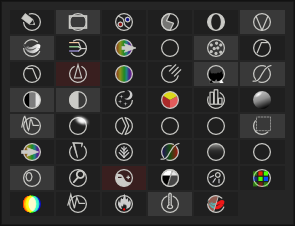
Captura de tela da paleta de plugins utilizada no darktable 1.0.

Desde dezembro de 2019 Darktable inclui 64 plugins de ajuste de imagem, os quais estão divididos em 5 grupos:
Grupo básico
Plugins para operações de ajuste simples e bem conhecidos incluem: cortar e girar; orientação; sombras e realces; curva base; exposição; contraste, brilho e saturação; reconstrução de cor; interpolação cromática; reconstrução de realces; balanço de branco; inverter; ajuste de ponto preto e ponto branco em RAW
Grupo de tons
Plugins relacionados a contraste e saturação incluem: luz de preenchimento; níveis; curva de tons; sistema de zonas; contraste local; mapeamento tonal; mapeamento tonal global; RGB fílmico.
Grupo de cores
Plugins relacionados a matiz e saturação incluem: misturador de canais; balanço de cor; tabela de cores; contraste de cor; correção de cor; zonas de cor; perfil de cor de entrada; 3D LUT; monocromático; perfil de cor de saída; consertar perfil de entrada; velvia; vibrância.
Grupo de correção
Plugins para reparar imperfeições visuais incluem: nitidez; equalizador; remoção de ruído, e três versões—perfilado, média não local e bilateral; liquefazer; correção de perspectiva; correção de lente; escala de pixels; rotacionar pixels; remoção de manchas; retocar; redução de ruído em RAW; dithering; pixels quentes; aberrações cromáticas; remoção automática de névia; redução de halo.
Grupo de efeitos
Plugins para processamento artístico e efeitos visuais incluem: marca d'água; moldura; divisão de tons; vinheta; suavizar; granulado; passa-altas; passa-baixas; luz baixa; florescer; colorir; mapeamento de cores; densidade granulada.

## Desenvolvimento

### Google Summer of Code
Em 2011, o time Darktable de desenvolvedores participou no Google Summer of Code (GSoC). O principal objetivo era remover a biblioteca libglade como dependência do Darktable e fazê-lo mais modular. O sistema de entrada de manipulação de atalhos também foi re-escrito e incorporado à versão 0.9.

### Distribuição
Darktable é distribuído sob a licença GNU General Public License (3.0 ou posterior) como software livre. A versão atual do Darktable funciona em sistemas Linux e OS X. Muitas distribuições Linux incluem Darktable em seus repositórios, incluindo Fedora, openSUSE, Arch Linux, and Gentoo Linux. Windows não é nativamente suportado.
Darktable também  roda no Solaris 11, com pacotes em formato IPS disponíveis pelo mantenedor.